# Фишер, Самуэль
Самуэль Фишер (нем. Samuel Fischer; 12 декабря 1859, Липтовски-Микулаш — 15 октября 1934) — немецкий издатель еврейского происхождения, основатель издательства «Фишер» (нем. S. Fischer Verlag).

## Биография
Самуэль Фишер родился в небольшом словацком городке Липтовски-Микулаш в семье торговца Карла Фишера. После окончания гимназии в 1874 Самуэль отправился в Вену, где провел 7 лет. В 1880 году переехал в Берлин и устроился здесь на работу в центральный книжный магазин, чей владелец Хуго Штейниц в 1883 году предложил Фишеру стать совладельцем фирмы «Hugo Steinitz & Co., Verlagsbuchhandlung».
1 сентября 1886 года Самуэль Фишер основал собственное издательство «S. Fischer Verlag». Первым выпущенным в нём произведением стала пьеса «Росмерсхольм» Генрика Ибсена. В первые годы существования издательства помимо пьес Ибсена были изданы также произведения Эмиля Золя, Льва Толстого, Федора Достоевского. Фишер также активно участвовал в деятельности литературно-дискуссионного клуба «Durch», следил за новыми тенденциями в немецкой и зарубежной литературе. В это время Фишер также серьезно увлекся театром и принял участие в создании берлинского объединения «Свободная сцена» (нем. Freie Bühne).
В 1893 году Самуэль Фишер женился на Хедвиг Ландсхоф, в этом же году у него родился сын Герхарт, который прожил лишь 19 лет.
В 1895 году был впервые представлен логотип издательства — рыбак с сетью, созданный художником Отто Экманом. Конец XIX и первые годы XX века связаны также с началом успешного сотрудничества Фишера с такими крупными немецкими писателями как Томас Манн и Герман Гессе, которые тогда были ещё никому не известны. В 1901 году в издательстве вышел роман Томаса Манна «Будденброки», за который писатель впоследствии получил Нобелевскую премию.
После начала Первой мировой войны Самуэль был вынужден на время прервать деловые отношения с иностранными партнерами и снизить количество выпускаемых изданий. В 20-х годах уже пожилой Фишер пригласил на работу в издательство своего зятя Готфрида Бермана, который в 1928 году стал управляющим S. Fischer Verlag.
Самуэль Фишер умер 15 октября 1934 года и был похоронен на Еврейском кладбище в Вайсензе.